# ذا سي دبليو
شبكة سي دبليو التلفزيونية أو سي دبليو، شبكة تلفزيونية أمريكية، تديرها شركة شبكة سي دبليو، ذ.م.م. شركة تملكها مؤسسة CBS المالك السابق لقناة UPN، وشركة وارنر برذرز الترفيهية التابعة لشركة تايم وارنر والمالكة لقناة WB، دمجت القناتين في قناة واحدة باسم CW الأحرف الأولى من اسمي كلا الشركتين. بدأت بثها في 18 سبتمبر، 2006، في الولايات المتحدة.

## برامج حالية
- 2006: خارق للطبيعة
- 2009: يوميات مصاص دماء
- 2012: السهم
- 2012: الجميلة والوحش
- 2013: الأصليون
- 2014: المئة
- 2014: البرق
- 2015: سوبرغيرل
- 2016: تردد
- 2016 أساطير الغد

## برامج سابقة
- 07-2006: بنات غيلمور
- 11-2006: سمولفيل
- 12-2006: تل الشجرة الواحدة
- 07-2006: فيرونيكا مارس
- 12-2007: فتاة النميمة
- 13-2008: 90210
- 11-2011: حياة غير متوقعة

## وصلات خارجية
- الموقع الرسمي